# ユーピーアール
ユーピーアール株式会社（英: UPR Corporation）は、東京都千代田区及び山口県宇部市に本社を置くパレット・物流機器のレンタル・販売・リサイクルを行う企業である。2007年9月1日より商号変更。旧社名はウベパレットレンタルリーシング株式会社で、その略称「upr」がそのまま新社名となった。

## 概要
パレットの大手レンタル会社で、業界第2位。国内で流通するレンタル品の約2割にあたる約400万枚のパレットを保有し、食品メーカーや化学メーカー、物流会社など約2,500社と取引をしている。主力事業はパレットのレンタル事業であり売上高の7割を占める。近年はコネクティッド事業にも注力しており、カーシェアリングシステム等のレンタル及び販売を行っている。

## 沿革
- 1928年1月 - 山口県宇部市にて酒田材木店として創業。
- 1979年3月 - 法人化し、ウベパレット株式会社として設立。
- 1988年9月 - 東京都にてレンタルリーシング株式会社を設立。
- 2002年9月 - ウベパレットとレンタルリーシングの2社が合併し、ウベパレットレンタルリーシング株式会社に商号変更。法人格はウベパレットを引き継ぐが、主要な本社機能はレンタルシーリングのある東京に置いた（旧ウベパレットの本社も「宇部本社」として存置）
- 2005年9月 - 位置情報事業開始。
- 2006年9月 - カーシェアリング事業開始。
- 2007年9月 - ユーピーアール株式会社に商号変更。
- 2009年4月 - 遠隔監視事業開始。
- 2011年9月 - UPR Singapore Pte.Ltd. 設立[5]。
- 2014年
  - 9月 - UPR(Thailand)Co.,Ltd.設立[6]。
  - 9月 - パワーアシストスーツ事業開始。
- 2015年9月 - UPR Solution（Malaysia）Sdn.Bhd. 設立[7]。
- 2015年9月 - 子会社ロケーション株式会社を吸収合併[8]。
- 2017年4月 - UPR(Thailand)Co.,Ltd. Laem Chabang Branch 設立[9]。
- 2018年9月 - UPR VIETNAM CO., LTD 設立[10]。
- 2019年6月 - 東京証券取引所第2部へ上場[11]。

## 業務内容
- パレット・物流機器のレンタル、販売
- 物流コンサルティング
- 位置情報サービス
- カーシェアリング
- 遠隔監視制御ASPパッケージ
- パワーアシストスーツ
- みんなのおしゃべりチャット - ニンテンドー3DS用コミュニケーションソフト

## 関係会社

### 国内
- ウベパレットサービス株式会社 - 山口県宇部市[1]

### 海外
- UPR Singapore Pte.Ltd. - シンガポール[5]
- UPR（Thailand）Co.,Ltd. - タイ[6]
- UPR Solution（Malaysia）Sdn.Bhd. - マレーシア[7]
- UPR VIETNAM CO.,LTD - ベトナム[10]
- UPR Services Inc. - アメリカ合衆国[1]

## 広告活動
- テレビCMを2006年頃から放送している。TBSテレビの『JNN報道特集』では2007年3月までスポンサーだった。またTBSテレビで放送された2007年オールスターゲーム第2試合（フルキャストスタジアム宮城）と、世界陸上競技選手権大会大阪大会（長居スタジアム）のテレビ中継に協賛した。イメージキャラクターはフリーアナウンサーの山縣苑子。
- マスコットキャラクターに「すみっこ」がいる[12]。
- 2009年からは山口県で開催される全国中学校駅伝大会にゼッケンスポンサーとして協賛している。
- 2011年4月から3年間の宇部市野球場の命名権を2011年2月に取得し、同球場の愛称を「ユーピーアールスタジアム」としている。東日本大震災の影響でプロ野球の3月25日の開幕が延期されたため、同年4月12日の同球場が巨人の開幕戦の球場となった。巨人が地方球場での開幕戦となったのは史上初で、大きく報道された。なお、ユーピーアールは「我が社の取引先はメーカー、運送会社、宅配会社などに限定されており、ネーミングライツも一般消費者向けの広告効果を狙ったわけではない」としている[13]。
- 2014年よりレノファ山口FCのユニホーム胸スポンサー。
- 2016年にパレットを探せキャンペーンを開催。